# Ronald Hempel
Ronald Hempel (* 15. November 1955 in Leipzig) ist ein ehemaliger deutscher Radrennfahrer und nationaler Meister im Radsport.

## Sportliche Laufbahn
Hempel war in der DDR aktiv und bestritt Straßen- und Bahnrennen, war jedoch als Bahnfahrer erfolgreicher. Er bestritt auf der Bahn hauptsächlich Steherrennen und wurde in dieser Disziplin DDR-Meister 1985 (für den Verein Aufbau Centrum Leipzig startend) und 1986 sowie 1987 (für die TSG Gröditz), jeweils unter der Führung von Schrittmacher Carl Riedel. Die Silbermedaille bei den Meisterschaften gewann er 1982 und 1983. Bronze gewann er 1980 und 1984 sowie bei der letzten Austragung einer DDR-Meisterschaft 1990. 1983 gewann er den Großen Preis der Stadt Leipzig im Steherrennen. In seinen Meisterschaftsjahren war er auch der dominierende Steher der DDR; so gewann er 1985 sechs Rennen und sieben zweite Plätze.
1977 gewann er die Jahreswertung für die besten Straßenfahrer der Betriebssportgemeinschaften (BSG). Als Straßenfahrer nahm er 1987 an der DDR-Rundfahrt für die BSG-Auswahlmannschaft teil und wurde 87. des Gesamtklassements.